# مختار صالح
لواء أركان حرب / مختار صالح قائد عسكري مصري، شغل منصب مدير إدارة المخابرات الحربية والاستطلاع بالقوات المسلحة المصرية.:184